# Vuelta a España 1967
La 22ª edición de la Vuelta a España se disputó del 27 de abril al 14 de mayo de 1967, con un recorrido de 2941 km dividido en 18 etapas, dos de ellas dobles, con inicio en Vigo y final en Bilbao
Tomaron la salida 110 corredores, 40 de ellos españoles, repartidos en 11 equipos de los que solo lograron finalizar la prueba 73 ciclistas.
El vencedor, Jan Janssen, cubrió la prueba a una velocidad media de 38,724 km/h. convirtiéndose en el primer ciclista neerlandés en lograr el triunfo final en la ronda española. También logró hacerse con la clasificación por puntos mientras que Mariano Díaz Díaz se impuso en la clasificación de la montaña.
De las etapas disputadas, seis fueron ganadas por ciclistas españoles.

## Etapas
| Etapa | Recorrido                   | Km        | Ganador de la etapa | Líder de la clasificación general |
| 1.ªa  | Vigo-Bajo Miño              | 110       | Guido Reybrouck     | Guido Reybrouck                   |
| 1.ªb  | Vigo-Vigo                   | 4,1 (CRI) | Jan Janssen         | Jan Janssen                       |
| 2.ª   | Pontevedra-Orense           | 186       | Domingo Perurena    | Domingo Perurena                  |
| 3.ª   | Orense-Astorga              | 230       | Ramón Saez          | Domingo Perurena                  |
| 4.ª   | Astorga-Salamanca           | 201       | Ramón Saez          | Michele Dancelli                  |
| 5.ª   | Salamanca-Madrid            | 201       | Tom Simpson         | José Manuel López Rodríguez       |
| 6.ª   | Albacete-Benidorm           | 212       | Evert Dolman        | Jean Pierre Ducasse               |
| 7.ª   | Benidorm-Valencia           | 148       | Gerben Karstens     | Jean Pierre Ducasse               |
| 8.ª   | Valencia-Vinaroz            | 145       | Gilbert Bellone     | Jean Pierre Ducasse               |
| 9.ª   | Vinaroz-Sitges              | 172       | Jan Lauwers         | Jean Pierre Ducasse               |
| 10.ªa | Sitges-Barcelona            | 39        | Jan Harings         | Jean Pierre Ducasse               |
| 10.ªb | Barcelona                   | 45        | Gerben Karstens     | Jean Pierre Ducasse               |
| 11.ª  | Barcelona- Andorra la Vieja | 241       | Mariano Díaz Díaz   | Jean Pierre Ducasse               |
| 12.ª  | Andorra la Vieja-Lérida     | 158       | Henk Nijdam         | Valentín Uriona                   |
| 13.ª  | Lérida-Zaragoza             | 182       | Ángel Ibáñez Lahoz  | Jean Pierre Ducasse               |
| 14.ª  | Zaragoza-Pamplona           | 193       | Jos Van der Vleuten | Jean Pierre Ducasse               |
| 15.ªa | Pamplona-Logroño            | 92        | Rolf Wolfshohl      | Jean Pierre Ducasse               |
| 15.ªb | Laguardia-Vitoria           | 44 (CRI)  | Raymond Poulidor    | Jean Pierre Ducasse               |
| 16.ª  | Vitoria-San Sebastián       | 139       | Tom Simpson         | Jean Pierre Ducasse               |
| 17.ª  | Villabona-Zarauz            | 28 (CRI)  | Gerben Karstens     | Jan Janssen                       |
| 18.ª  | Zarauz-Bilbao               | 175       | Gerben Karstens     | Jan Janssen                       |

## Equipos participantes
| Equipo                   | Jefe de filas       |
| Kas                      | Francisco Gabica    |
| Mercier-BP-Hutchinson    | André Foucher       |
| Romeo-Smith's            | Guido Reybrouck     |
| Ferrys                   | Fernando Manzaneque |
| Pelforth-Sauvage-Lejeune | Jan Janssen         |
| Peugeot                  | Tom Simpson         |

| Equipo             | Jefe de filas     |
| Televizier-Batavus | Evert Dolman      |
| Vittadello         | Guido De Rosso    |
| Karpy              | Angelino Soler    |
| Fagor              | Mariano Díaz Díaz |
| Bic                | Julio Jiménez     |

## Clasificaciones
En esta edición de la Vuelta a España se diputaron cinco clasificaciones que dieron los siguientes resultados:
| \| 1. \| Jan Janssen \| Holanda \| PEL \| 76h 38' 04s \| \| \| 2. \| Jean Pierre Ducasse \| Francia \| PEL \| a 1' 43s \| \| \| 3. \| Aurelio González Puente \| España \| KAS \| a 1' 45s \| \| \| 4. \| Luis Otaño \| España \| FAG \| a 2' 39s \| \| \| 5. \| Cees Haast \| Holanda \| TEL \| a 3' 20s \| \| \| 6. \| José Manuel López Rodríguez \| España \| FAG \| a 3' 41s \| \| \| 7. \| Gregorio San Miguel \| España \| KAS \| a 4' 19s \| \| \| 8. \| Mariano Díaz Díaz \| España \| FAG \| a 4' 20s \| \| \| 9. \| Raymond Poulidor \| Francia \| MER \| a 5' 54s \| \| \| 10. \| José Pérez-Francés \| España \| KAS \| a 6' 04s \| \| |                             |         |     |             |  |
| 1. | Jan Janssen                 | Holanda | PEL | 76h 38' 04s |  |
| 2. | Jean Pierre Ducasse         | Francia | PEL | a 1' 43s    |  |
| 3. | Aurelio González Puente     | España  | KAS | a 1' 45s    |  |
| 4. | Luis Otaño                  | España  | FAG | a 2' 39s    |  |
| 5. | Cees Haast                  | Holanda | TEL | a 3' 20s    |  |
| 6. | José Manuel López Rodríguez | España  | FAG | a 3' 41s    |  |
| 7. | Gregorio San Miguel         | España  | KAS | a 4' 19s    |  |
| 8. | Mariano Díaz Díaz           | España  | FAG | a 4' 20s    |  |
| 9. | Raymond Poulidor            | Francia | MER | a 5' 54s    |  |
| 10. | José Pérez-Francés          | España  | KAS | a 6' 04s    |  |

| \| 1. \| Jan Janssen \| Holanda \| PEL \| 209 puntos \| \| 2. \| Gerben Karstens \| Holanda \| TEL \| 171 puntos \| \| 3. \| Ramón Saez \| España \| FER \| 159 puntos \| |                 |         |     |            |
| 1. | Jan Janssen     | Holanda | PEL | 209 puntos |
| 2. | Gerben Karstens | Holanda | TEL | 171 puntos |
| 3. | Ramón Saez      | España  | FER | 159 puntos |

| \| 1. \| Mariano Díaz Díaz \| España \| FAG \| 59 puntos \| \| 2. \| Gregorio San Miguel \| España \| KAS \| 46 puntos \| \| 3. \| Vicente López Carril \| España \| KAS \| 25 puntos \| |                      |        |     |           |
| 1. | Mariano Díaz Díaz    | España | FAG | 59 puntos |
| 2. | Gregorio San Miguel  | España | KAS | 46 puntos |
| 3. | Vicente López Carril | España | KAS | 25 puntos |

| \| 1. \| José Manuel López Rodríguez \| España \| FAG \| 19 puntos \| |                             |        |     |           |
| 1.                                                                    | José Manuel López Rodríguez | España | FAG | 19 puntos |

| \| 1. \| KAS \| España \| KAS \| 227h 33' 27s \| |     |        |     |              |
| 1.                                               | KAS | España | KAS | 227h 33' 27s |